# 野本重雄
野本 重雄（のもと しげお、1917年（大正6年）11月20日 - 没年不明）は、日本の政治家。埼玉県桶川市長（2期）。

## 経歴
埼玉県北足立郡桶川町（現・桶川市）出身。1935年、埼玉県立大宮工業学校（現・埼玉県立大宮工業高等学校）卒。桶川市議会議員、同議長を経て、1985年、桶川市長選挙に立候補し、当選する。桶川市長を2期務め、1993年に退任した。